# 九二式艦上攻撃機
九二式艦上攻撃機（きゅうにしきかんじょうこうげきき）は日本海軍の艦上攻撃機である。試作機の設計・製造は海軍航空廠。八九式艦上攻撃機の後継機として開発されたが、中身は旧式の一三式艦上攻撃機の各部を大幅に改良したものだった。昭和8年（1933年）に制式採用され、生産機数は左程多くはないものの、日中戦争においてそれなりに活躍した。海軍における記号はB3Y。

## 概要
昭和7年（1932年）に日本海軍は、この年に制式採用された八九式艦上攻撃機の後継機作成を中島、三菱の両社に指示した。しかし、少しでも早く後継機を実用化したかったため、これと並行して海軍航空廠でも独自に後継機の開発を行うことにした。海軍航空廠では開発失敗のリスクを軽減させるために、既に旧式になっていた一三式艦上攻撃機の機体各部を改修した試作機を開発し、中島、三菱製の試作機との比較審査に臨んだ。その結果、性能面では大差はなかったが、操縦性、安定性で本機が一番優れていることが判明した。早急に八九式艦上攻撃機の後継機を必要としていた海軍は、愛知航空機に機体の改修・設計を依頼し、昭和8年（1933年）に本機を九二式艦上攻撃機として制式採用した。
本機は一三式艦上攻撃機をベースにしていたが、機体の骨組みを鋼管化したりエンジンも広工廠で開発した強力なものを搭載しており、機体各部も再設計されたことによってより洗練されたものになっていた。ただし、広工廠製の新型エンジンはトラブルが多く、部隊配備後もエンジンの不調に悩まされることとなった。
制式採用後は航空母艦鳳翔や龍驤に搭載されるなど、日中戦争中の主力機の一部として活躍した。
生産は主に愛知航空機で行われたが、後期には広工廠や渡辺鉄工所でも少数機生産された。初期の生産型は2枚翅のプロペラだったが、途中から4翅に変更された。また後期に生産されたものには、垂直尾翼や排気管の改設計を施された機体もあった。生産機体数は128機である。

## スペック
- 全長:9.50m
- 全幅:13.50m
- 全高:3.73m
- 全備重量:3,200 kg
- エンジン:広廠91式 液冷W型12気筒 750hp×1
- 最大速度:218km/h
- 航続時間:4.5時間
- 武装:
  - 7.7mm機銃×2
  - 爆弾800kgまたは魚雷×1
- 乗員:3名